# Herb Grecji
Herbem Grecji jest biały krzyż na niebieskim tle opleciony gałązkami oliwnymi. Krzyż oznacza przywiązanie do Kościoła prawosławnego, gałązki oliwne symbolizują pokój. Godło to zostało przyjęte w 1975. Na poprzednim, z okresu monarchii, tarcza z krzyżem była zwieńczona koroną królewską.

## Historia

Cesarstwo Bizantyńskie
Cesarstwo Łacińskie 1204–1261
Królestwo Tesaloniki 1204–1224
Księstwo Aten 1205–1458
Księstwo Neopatrii 1319–1390
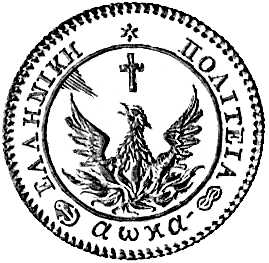
Pierwsza Republika Grecka 1822–1832
Król Otto I 1833–1862
Królestwo Grecji 1832–1924 i 1935–1941
Druga Republika Grecka 1924–1935
Herb królestwa 1936–1973
Junta czarnych pułkowników 1967–1974
Władza Wenecji na Wyspach Jońskich 1363–1797
Republika Siedmiu Wysp 1800–1807
Księstwo Samos 1834–1912
Państwo Kreteńskie 1898–1913
Dodekanez Włoski 1912–1945